# Marcus Ostorius Scapula (Konsul 59)
Marcus Ostorius Scapula († 66) war ein römischer Senator zur Zeit des Kaisers Nero.
Marcus Ostorius Scapula, dessen Geburtsjahr nicht überliefert ist, entstammte einer römischen plebejischen Familie, die erst in der frühen Kaiserzeit  politische Bedeutung erlangte. Quintus Ostorius Scapula, sein Urgroßvater, wurde unter dem Kaiser Augustus im Jahre 2 v. Chr. zusammen mit Salvius Aper erster Prätorianerpräfekt (praefectus praetorio). Sein Vater Publius Ostorius Scapula brachte es unter dem Kaiser Claudius zum Suffektkonsul (vor 47) und zum Statthalter der Provinz Britannia.
Als junger Mann nahm Marcus Ostorius Scapula in Britannien an den Kämpfen teil, die sein Vater zur Niederwerfung des Aufstands der Silurer unter deren Führer Caratacus führte. Nach dem Sieg über die Icener wurde er für die Rettung von römischen Bürgern mit der Corona Civica ausgezeichnet. Danach schlug er die politische Laufbahn ein. Allerdings ist über den cursus honorum Scapulas nur bekannt, dass er im Jahre 59 von Nero für das letzte Vierteljahr zum Suffektkonsul bestimmt wurde. Im Jahre 62 rettete Scapula den Prätor Antistius Sosianus, der wegen einiger Spottverse auf Nero wegen majestas angeklagt war, durch seine Aussage. Trotzdem erhob Antistius im Jahre 66 gegen Marcus Ostorius Scapula im Zusammenhang mit der Pisonischen Verschwörung eine Anklage wegen Verschwörung, der Scapula sich nur durch Selbstmord entziehen konnte.